# جاك دوبونت (سياسي)
جاك دوبونت (بالفرنسية: Jacques Dupont)‏ هو دبلوماسي وسياسي فرنسي، ولد في 22 أكتوبر 1929 في تروا في فرنسا، وتوفي في 9 نوفمبر 2002 في باريس في فرنسا.

## مناصب
- انتخب سفير.
- انتخب سفير فرنسا لدى جنوب أفريقيا (1988 – 1991).
- انتخب سفير فرنسا لدى إسرائيل (1982 – 1986).
- انتخب سفير فرنسا لدى بنين (1961 – 1964).